# Vittorino Colombo

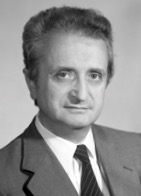
Vittorino Colombo

Vittorino Colombo (* 3. April 1925 in Albiate, Provinz Mailand; † 1. Juni 1996 in Mailand) war ein italienischer Politiker der Democrazia Cristiana (DC).

## Leben

### Abgeordneter und Minister
Colombo studierte nach dem Schulbesuch Wirtschaftswissenschaft sowie Handelsbetriebslehre und beendete das mit dem Abschluss (Laurea). Er begann seine politische Laufbahn als Kandidat der DC im Juni 1958 mit der Wahl zum Mitglied der Camera dei deputati (Abgeordnetenkammer) und vertrat in dieser bis zum 4. Juli 1976 den Wahlkreis Mailand.
In der dritten Regierung von Ministerpräsident Aldo Moro war er zwischen Februar 1966 und Juni 1968 Unterstaatssekretär im Finanzministerium.
Am 12. Dezember 1968 wurde er dann von Ministerpräsident Mariano Rumor als Minister für Außenhandel in dessen erste Regierung berufen, ehe er nach einer Regierungsumbildung zwischen 5. August 1969 und 27. März 1970 Minister für die Handelsmarine in dessen zweitem Kabinett war. Später war er vom 14. März bis zum 23. November 1974 Gesundheitsminister im fünften Kabinett Rumor.

### Senator und Senatspräsident
Am 20. Juni 1976 wurde er für die DC zum Mitglied in den Senato della Repubblica (Senat) gewählt und blieb Mitglied bis zum 14. April 1994.
Ministerpräsident Giulio Andreotti berief ihn am 29. Juli 1976 zum Minister für Post und Telekommunikation in dessen drittes Kabinett, dann zum Verkehrsminister in dessen vierte Regierung zwischen 11. März 1978 und 19. März 1979 und anschließend wieder zum Minister für Post und Telekommunikation in dessen fünftem Kabinett, dem er bis zum 3. August 1979 angehörte. Dieses Amt hatte er auch anschließend in der ersten Regierung von Francesco Cossiga vom 4. August 1979 bis zum 3. April 1980 inne.
Am 20. Januar 1983 wurde er zunächst Vizepräsident des Senats, ehe er nach dem plötzlichen Tod von Tommaso Morlino vom 12. Mai bis zum 11. Juli 1983 Senatspräsident war.

## Vittorino Colombo-Stiftung
Nach seinem Tode wurde die Vittorino Colombo-Stiftung (Fondazione Vittorino Colombo) ins Leben gerufen, die ein Kultur- und Wissenschaftszentrum in Mailand betreibt. Daneben vergab die Stiftung den Internationalen Vittorino-Colombo-Preis.
Dieser wurde unter anderem an Agostino Casaroli (1997), Boutros Boutros-Ghali (1998), Jerzy Buzek (1999), Mikuláš Dzurinda (2000), Roger Etchegaray (2001), Patricio Aylwin (2002), Emilio Colombo (2003), Angelo Sodano (2004), Václav Havel (2005) sowie Ivo Sanader (2006) verliehen.